# Birger Åstedt
Per Arthur Birger Åstedt, född 19 november 1931 i Kalmar, död 5 april 1998 i Lund, var en svensk läkare.
Åstedt, som var son till sjökapten Arthur Åstedt och Elin Svensson, avlade reservofficersexamen 1953, blev medicine licentiat 1962, uppnådde specialistkompetens i kirurgi 1967, i gynekologi och obstetrik 1969, blev medicine doktor och docent 1972 på avhandlingen On fibrinolysis samt var professor i gynekologi och obstetrik vid Lunds universitet och överläkare vid kvinnokliniken på Lunds lasarett från 1979. Han författade skrifter i hematologi, kirurgi, gynekologi, obstetrik och onkologi. Birger Åstedt är begravd på Norra kyrkogården i Lund.